# John Lindgren
John Halvar Theofron Lindgren (8 novembre 1899 – Lycksele, 30 gennaio 1990) è stato un fondista svedese.

## Palmarès

### Mondiali
- Oro a Cortina d'Ampezzo 1927 nei 18 km.
- Oro a Cortina d'Ampezzo 1927 nei 50 km.